# Siobhan McCrohan
Siobhan McCrohan, född 29 juni 1987, är en irländsk roddare.

## Karriär
Vid VM 2023 i Belgrad tog McCrohan guld i lättvikts-singelsculler. Vid VM 2024 i St. Catharines tog hon brons i lättvikts-singelsculler.